# Jimi Zacka
Jimi Zacka, né le 9 août 1968 à Bangui, (République Centrafricaine) est un exégète, théologien et anthropologue centrafricain et rwandais. 

## Biographie
Il a soutenu sa thèse de doctorat en théologie à la Faculté de théologie protestante de Montpellier en 2007. En 2011, il dispense des cours dans la même institution comme enseignant-chercheur en Nouveau Testament et en théologie africaine. En 2012, il est nommé Directeur des études doctorales à la Faculté de Théologie Protestante de Brazzaville (Congo Brazzaville). En 2015, Il enseigne à RIET (Rwanda Institute of Evangelical Theology) à Kigali (Rwanda) et à l’Institut Œcuménique Al Mowafaqa de Rabat (Maroc) comme Professeur invité. Il développe sa recherche aujourd'hui au Centre de Recherches et d’Études Interculturelles en Afrique Francophone (CREIAF) sur des questions religieuses et anthropologiques en Afrique.  

## Publications[4]
- Possessions démoniaques et exorcismes dans les Églises Pentecôtistes d’Afrique Centrale, Yaoundé, CLE[5], 2010.  (ISBN 978 9956-0-9183-6)

- L’Enchantement religieux dans nos Églises d’Afrique : Exorcismes et syncrétismes. Paris, Edilivre-aparis, février 2013.  (ISBN 9782332668097)

- Le discours de Milet : Langage symbolique et Sagesse africaine. Approches exégétique et contextualisée des Actes 20. 17-37. Paris, Edilivre-aparis, février 2014.  (ISBN 9782332833570)

- Fonctions et défis du Pasteur dans l’Afrique Contemporaine, Paris, Editions L’Harmattan, février 2015.  (ISBN 978-2-343-04663-1)

- Autorité et pouvoir dans une perspective biblique Une lecture de Mc 10.35-45, academia.edu[6]

- Les émotions de Dieu dans les Religions africaines et judéo-Chrétienne, academia.edu[6]

- Rôles et tâches du Théologien en Afrique: Hommage au Dr Isaac Zokoué, academia.edu[6]

- L'hypocrisie, un vice qui rend hommage à la vertu chrétienne, academia.edu[6]
- Interprétation de la guérison et de la délivrance dans le néo-pentecôtisme africain, academia.edu[7]
- Entre fantasmes, tabous et "l'inafricanité de l'homosexualité, le défi des Églises d'Afrique. (Regard d'un théologien africain)". academia.edu.

- Un regard sur la lecture de l'Apocalypse dans l'Afrique contemporaine, Revue Foi & Vie[8], octobre 2012

- Entre rétribution et espérance – Un regard sur la lecture de l’Apocalypse dans l’Afrique contemporaine, Perspectives Missionnaires 2012/1, no 63[9]

## Champs de recherches
Son champ de recherche se situe en particulier entre l'articulation de la lecture anthropologique des textes bibliques et les questions culturelles africaines.  Il concerne également la question épistémologique (articulation exégèse /théologie africaine) et la question méthodologique (comment appliquer l’exégèse biblique dans le contexte africain).

## Collaborations scientifiques
Membre de l’AFOM (Association francophone et œcuménique de missiologie) : 2004-2007.
Membre de Réseau de recherche en analyse narrative des textes bibliques (RRENAB). 
Membre de l’Association catholique francophone pour l'étude de la Bible (ACFEB).